# ITF Women’s Circuit 2015 (April–Juni)
In den folgenden Tabellen werden die Tennisturniere des zweiten Quartals des ITF Women’s Circuit 2015 dargestellt.

## Turnierplan
| Kategorien |
| ---------- |
| $100.000   |
| $75.000    |
| $50.000    |
| $25.000    |
| $15.000    |
| $10.000    |

### April
| Datum 1 | Turnierort                                                             | Siegerin Einzel           | Siegerinnen Doppel                                |
| ------- | ---------------------------------------------------------------------- | ------------------------- | ------------------------------------------------- |
| 06.04.  | Medellín                                                               | Teliana Pereira           | Lourdes Domínguez Lino Mandy Minella              |
| 06.04.  | Barnstaple AEGON GB Pro-Series Barnstaple 2015                         | Kristýna Plíšková         | Stéphanie Foretz Ana Vrljić                       |
| 06.04.  | Ahmedabad                                                              | Anastasija Sevastova      | Peangtarn Plipuech Nungnadda Wannasuk             |
| 06.04.  | Chiasso ITF Women’s Circuit Chiasso Open 2015                          | Réka Luca Jani            | Diana Buzean Réka Luca Jani                       |
| 06.04.  | Jackson                                                                | Anhelina Kalinina         | Alexa Guarachi Caitlin Whoriskey                  |
| 06.04.  | Qarshi                                                                 | Sabina Sharipova          | Walentina Iwachnenko Polina Monowa                |
| 06.04.  | Santiago                                                               | Fernanda Brito            | Guadalupe Pérez Rojas Nadia Podoroska             |
| 06.04.  | Dijon                                                                  | Jana Fett                 | Olga Doroschina Lidsija Marosawa                  |
| 06.04.  | León                                                                   | Danielle Lao              | Maria Fernanda Alves Danielle Lao                 |
| 06.04.  | Kairo                                                                  | Naomi Totka               | Arabela Fernández Rabener Christina Shakovets     |
| 06.04.  | Iraklio                                                                | Viktória Kužmová          | Anastassija Komardina                             |
| 06.04.  | Pula                                                                   | Irina Maria Bara          | Irina Maria Bara Oana Georgeta Simion             |
| 06.04.  | El Kantaoui                                                            | Mihaela Buzărnescu        | Mihaela Buzărnescu Olena Kyrpot                   |
| 06.04.  | Antalya                                                                | Lu Jiajing                | Alona Fomina Chantal Škamlová                     |
| 13.04.  | Pelham Legacy Credit Union Women’s $25,000 Pro Circuit Challenger 2015 | Anhelina Kalinina         | Wettbewerb wegen schlechtem Wetter nicht beendet! |
| 13.04.  | Kairo                                                                  | Tereza Mihalíková         | Marine Partaud Naomi Totka                        |
| 13.04.  | Iraklio                                                                | Raluca Georgiana Șerban   | Sharrmadaa Baluu Lee Pei-chi                      |
| 13.04.  | Pula                                                                   | Nastassja Burnett         | Alice Matteucci Martina Trevisan                  |
| 13.04.  | Ponta Delgada                                                          | Julie Coin                | Maria Palhoto Charlotte Roemer                    |
| 13.04.  | El Kantaoui                                                            | Kathinka von Deichmann    | Alice Bacquié Estelle Cascino                     |
| 13.04.  | Antalya                                                                | Silvia Njirić             | Veronica Corning Aymet Uzcátegui                  |
| 20.04.  | Istanbul                                                               | Shahar Peer               | Ljudmyla Kitschenok Nadija Kitschenok             |
| 20.04.  | Dothan Hardee’s Pro Classic 2015                                       | Louisa Chirico            | Johanna Konta Maria Sanchez                       |
| 20.04.  | Shenzhen                                                               | Hsieh Su-wei              | Noppawan Lertcheewakarn Lu Jiajing                |
| 20.04.  | Pula                                                                   | Anne Schäfer              | Irina Maria Bara Mihaela Buzărnescu               |
| 20.04.  | Kairo                                                                  | Katarzyna Kawa            | Barbara Haas Sandra Samir                         |
| 20.04.  | Guadalajara                                                            | Marcela Zacarías          | Laura Pigossi Marcela Zacarías                    |
| 20.04.  | Dakar                                                                  | Kinnie Laisné             | Aminat Kuschchowa Margarita Lasarewa              |
| 20.04.  | Bol                                                                    | Gabriela Pantůčková       | Pia Čuk Tamara Zidanšek                           |
| 20.04.  | Iraklio                                                                | Raluca Georgiana Șerban   | Anna Bondár Lisa-Maria Moser                      |
| 20.04.  | Schymkent                                                              | Xenija Palkina            | Irina Lidkovskaya Aleksandra Pospelowa            |
| 20.04.  | Ponta Delgada                                                          | Georgina García Pérez     | Maria Palhoto Charlotte Roemer                    |
| 20.04.  | El Kantaoui                                                            | Valeria Prosperi          | Jenny Claffey Kathinka von Deichmann              |
| 27.04.  | Gifu Kangaroo Cup International Ladies Open Tennis 2015                | Zheng Saisai              | Wang Yafan Xu Yifan                               |
| 27.04.  | Charlottesville                                                        | Allie Kiick               | Françoise Abanda Maria Sanchez                    |
| 27.04.  | Nanning                                                                | Hsieh Su-wei              | Liu Chang Lu Jiajing                              |
| 27.04.  | Wiesbaden Wiesbaden Tennis Open 2015                                   | Anastasija Sevastova      | Carolin Daniels Viktorija Golubic                 |
| 27.04.  | Pula                                                                   | Elise Mertens             | Nastja Kolar Despina Papamichail                  |
| 27.04.  | Villa del Dique                                                        | Fernanda Brito            | Fernanda Brito Camila Giangreco Campiz            |
| 27.04.  | Scharm El-Scheich                                                      | Nuria Párrizas Díaz       | Yulia Bryzgalowa Alina Mikheeva                   |
| 27.04.  | Iraklio                                                                | Fatma Al-Nabhani          | Fatma Al-Nabhani Cristina Sánchez-Quintanar       |
| 27.04.  | Schymkent                                                              | Walerija Urschumowa       | Albina Xabibulina Polina Merenkova                |
| 27.04.  | Antalya                                                                | Nicoleta-Cătălina Dascălu | Nicoleta-Cătălina Dascălu Andreea Ghițescu        |

### Mai
| Datum 1 | Turnierort                                                          | Siegerin Einzel              | Siegerinnen Doppel                              |
| ------- | ------------------------------------------------------------------- | ---------------------------- | ----------------------------------------------- |
| 04.05.  | Cagnes-sur-Mer Open GDF Suez de Cagnes-sur-Mer Alpes-Maritimes 2015 | Carina Witthöft              | Johanna Konta Laura Thorpe                      |
| 04.05.  | Trnava Empire Slovak Open 2015                                      | Danka Kovinić                | Julija Bejhelsymer Margarita Gasparjan          |
| 04.05.  | Anning China F7 Futures 2015                                        | Saisai Zheng                 | Xu Yifan Zheng Saisai                           |
| 04.05.  | Fukuoka                                                             | Kristýna Plíšková            | Naomi Broady Kristýna Plíšková                  |
| 04.05.  | Tunis                                                               | María Irigoyen               | María Irigoyen Paula Kania                      |
| 04.05.  | Indian Harbour Beach                                                | Katerina Stewart             | Maria Sanchez Taylor Townsend                   |
| 04.05.  | Obregón                                                             | Marcela Zacarías             | Victoria Rodríguez Marcela Zacarías             |
| 04.05.  | Villa María                                                         | Fernanda Brito               | Ana Victoria Gobbi Monllau Constanza Vega       |
| 04.05.  | Bol                                                                 | Tena Lukas                   | Lina Gjorcheska Tena Lukas                      |
| 04.05.  | Scharm El-Scheich                                                   | Nadja Gilchrist              | Britt Geukens Dhruthi Tatachar Venugopal        |
| 04.05.  | Mytilini                                                            | Julija Stamatowa             | Valentini Grammatikopoulou Rosalie van der Hoek |
| 04.05.  | Aschkelon                                                           | Saray Sterenbach             | Mariam Bolkwadse Naomi Totka                    |
| 04.05.  | Pula                                                                | Bianca Turati                | Aliona Bolsova Zadoinov Priscilla Hon           |
| 04.05.  | Puszczykowo                                                         | Sopia Kwazabaia              | Margarita Lasarewa Katharina Lehnert            |
| 04.05.  | Båstad                                                              | Laura Schaeder               | Cornelia Lister Yuliana Lizarazo                |
| 04.05.  | Antalya                                                             | Viktória Kužmová             | Anita Husarić Aljona Sotnykowa                  |
| 11.05.  | Saint-Gaudens                                                       | María Teresa Torró Flor      | Mariana Duque Mariño Julia Glushko              |
| 11.05.  | Kurume                                                              | Nao Hibino                   | Makoto Ninomiya Riko Sawayanagi                 |
| 11.05.  | La Marsa                                                            | Romina Oprandi               | Pemra Özgen İpek Soylu                          |
| 11.05.  | Raleigh                                                             | Julia Boserup                | Jan Abaza                                       |
| 11.05.  | Bol                                                                 | Anastassija Komardina        | Anastassija Komardina Zuzana Luknárová          |
| 11.05.  | Scharm El-Scheich                                                   | Julia Terziyska              | Elena-Teodora Cadar Anastasia Kharchenko        |
| 11.05.  | Nashik                                                              | Hsu Ching-wen                | Sowjanya Bavisetti Rishika Sunkara              |
| 11.05.  | Akkon                                                               | Deniz Khazaniuk              | Helene Scholsen Sadafmoch Tolibowa              |
| 11.05.  | Pula                                                                | Martina Trevisan             | Beatrice Lombardo Carla Touly                   |
| 11.05.  | Zielona Góra                                                        | Markéta Vondroušová          | Miriam Kolodziejová Markéta Vondroušová         |
| 11.05.  | Monzón                                                              | Georgina García Pérez        | Georgina García Pérez Olga Parres Azcoitia      |
| 11.05.  | Båstad                                                              | Kajsa Rinaldo Persson        | Cornelia Lister Melanie Stokke                  |
| 11.05.  | Antalya                                                             | Xenija Palkina               | Rio Kitagawa Alina Wessel                       |
| 18.05.  | Wuhan                                                               | Zhang Yuxuan                 | Chang Kai-chen Han Xinyun                       |
| 18.05.  | Seoul                                                               | Riko Sawayanagi              | Chan Chin-wei Lee Ya-hsuan                      |
| 18.05.  | Caserta                                                             | Darja Kassatkina             | Ekaterine Gorgodze Sopia Schapatawa             |
| 18.05.  | Karuizawa                                                           | Miyu Katō                    | Rika Fujiwara Miyu Katō                         |
| 18.05.  | Bol                                                                 | Anastassija Komardina        | Lina Gjorcheska Christina Shakovets             |
| 18.05.  | Scharm El-Scheich                                                   | Julia Terziyska              | Elena-Teodora Cadar Britt Geukens               |
| 18.05.  | Bhopal                                                              | Sharrmadaa Baluu             | Snehadevi Reddy Dhruthi Tatachar Venugopal      |
| 18.05.  | Tarakan                                                             | Lee Pei-chi                  | Lee Pei-chi Hirono Watanabe                     |
| 18.05.  | Netanja                                                             | Deniz Khazaniuk              | Ofri Lankri Alona Pushkarevsky                  |
| 18.05.  | Szczawno-Zdrój                                                      | Martina Borecká              | Martina Borecká Jesika Malečková                |
| 18.05.  | Sibiu                                                               | Anna Bondár                  | Anna Bondár Ana Bianca Mihăilă                  |
| 18.05.  | Velenje                                                             | Stefania Rubini              | Nina Potočnik Natalija Šipek                    |
| 18.05.  | Bangkok                                                             | Nicha Lertpitaksinchai       | Nicole Collie Deeon Mladin                      |
| 18.05.  | Antalya                                                             | María Fernanda Álvarez Terán | Ayla Aksu Melis Sezer                           |
| 25.05.  | Xuzhou                                                              | Luksika Kumkhum              | Chang Kai-chen Han Xinyun                       |
| 25.05.  | Balikpapan                                                          | Lu Jiajing                   | Harriet Dart Prarthana Thombare                 |
| 25.05.  | Grado                                                               | Katarzyna Piter              | Viktorija Golubic Beatriz Haddad Maia           |
| 25.05.  | Changwon                                                            | Kristie Ahn                  | Han Na-lae Yoo Mi                               |
| 25.05.  | Moskau                                                              | Polina Winogradowa           | Carolin Daniels Aljona Sotnykowa                |
| 25.05.  | Maribor                                                             | Maria Sakkari                | Ekaterine Gorgodze Nastja Kolar                 |
| 25.05.  | Bol                                                                 | Tena Lukas                   | Tena Lukas Iva Primorac                         |
| 25.05.  | Scharm El-Scheich                                                   | Jacqueline Cabaj Awad        | Alice Matteucci Despina Papamichail             |
| 25.05.  | Galați                                                              | Fanni Stollár                | Daniela Ciobanu Alexandra Perper                |
| 25.05.  | Bangkok                                                             | Bunyawi Thamchaiwat          | Hsu Ching-wen Nungnadda Wannasuk                |
| 25.05.  | Antalya                                                             | Irina Maria Bara             | Francesca Palmigiano Carla Touly                |

### Juni
| Datum 1 | Turnierort                                                                                                | Siegerin Einzel         | Siegerinnen Doppel                                 |
| ------- | --- | ----------------------- | -------------------------------------------------- |
| 01.06.  | Marseille Open Féminin de Marseille 2015                                                                  | Monica Niculescu        | Tatiana Búa Laura Thorpe                           |
| 01.06.  | Eastbourne                                                                                                | Anett Kontaveit         | Shelby Rogers Coco Vandeweghe                      |
| 01.06.  | Brescia                                                                                                   | Stephanie Vogt          | Laura Siegemund Renata Voráčová                    |
| 01.06.  | Andijon                                                                                                   | Barbora Štefková        | Nigina Abduraimova Hiroko Kuwata                   |
| 01.06.  | Bol | Iva Mekovec             | Rebeka Stolmár Szabina Szlavikovics                |
| 01.06.  | Scharm El-Scheich                                                                                         | Ola Abou Zekry          | Alice Matteucci Despina Papamichail                |
| 01.06.  | Ramat Gan                                                                                                 | Lou Brouleau            | Valeria Patiuk Keren Shlomo                        |
| 01.06.  | Tokio | Risa Ushijima           | Kanae Hisami Kotomi Takahata                       |
| 01.06.  | Manzanillo                                                                                                | Giuliana Olmos          | Carolina Betancourt Steffi Carruthers              |
| 01.06.  | Galați | Diana Buzean            | Oana Georgeta Simion Gabriela Talaba               |
| 01.06.  | Kasan | Daria Mironova          | Anastassija Frolowa Jana Sisikowa                  |
| 01.06.  | Madrid | Olga Sáez Larra         | Estrella Cabeza Candela Cristina Sánchez-Quintanar |
| 01.06.  | Bangkok                                                                                                   | Kamonwan Buayam         | Fatma Al-Nabhani Nungnadda Wannasuk                |
| 01.06.  | Adana | Ayla Aksu               | Ayla Aksu Melis Sezer                              |
| 01.06.  | Bethany Beach                                                                                             | Sonja Molnar            | Sophie Chang Andie Daniell                         |
| 08.06.  | Surbiton                                                                                                  | Witalija Djatschenko    | Ljudmyla Kitschenok Xenia Knoll                    |
| 08.06.  | Minsk | Darja Kassatkina        | Walentina Iwachnenko Polina Monowa                 |
| 08.06.  | Essen Bredeney Open 2015                                                                                  | Pauline Parmentier      | Nicola Geuer Viktorija Golubic                     |
| 08.06.  | Padua | Paula Ormaechea         | María Irigoyen Barbora Krejčíková                  |
| 08.06.  | Kashiwa                                                                                                   | Erika Sema              | Miyu Katō Akiko Omae                               |
| 08.06.  | Goyang | Lee So-ra               | Han Na-lae Yoo Mi                                  |
| 08.06.  | Galați | Alexandra Cadanțu       | Cristina Dinu Lina Gjorcheska                      |
| 08.06.  | Namangan                                                                                                  | Nigina Abduraimova      | Anastassija Komardina Julia Terziyska              |
| 08.06.  | Banja Luka                                                                                                | Tamara Zidanšek         | Anita Husarić Laëtitia Sarrazin                    |
| 08.06.  | Anning | Gao Xinyu               | Sowjanya Bavisetti Zhu Aiwen                       |
| 08.06.  | Bol | Gabriela Pantůčková     | Ágnes Bukta Jewgenija Paschkowa                    |
| 08.06.  | Scharm El-Scheich                                                                                         | Alice Matteucci         | Olga Parres Azcoitia Prarthana Thombare            |
| 08.06.  | Ramat Gan                                                                                                 | Deniz Khazaniuk         | Ofri Lankri Alona Pushkarevsky                     |
| 08.06.  | Antananarivo                                                                                              | Lilla Barzó             | Sandra Andriamarosoa Zarah Razafimahatratra        |
| 08.06.  | Manzanillo                                                                                                | Giuliana Olmos          | Camila Fuentes Francesca Segarelli                 |
| 08.06.  | Madrid | Aliona Bolsova Zadoinov | Elyne Boeykens Steffi Distelmans                   |
| 08.06.  | Adana | Lisa Sabino             | Ayla Aksu Melis Sezer                              |
| 08.06.  | Charlotte                                                                                                 | Caroline Price          | Maria Fernanda Alves Renata Zarazúa                |
| 15.06.  | Montpellier                                                                                               | Lourdes Domínguez Lino  | María Irigoyen Barbora Krejčíková                  |
| 15.06.  | Ilkley | Anna-Lena Friedsam      | Ioana Raluca Olaru Xu Yifan                        |
| 15.06.  | Minsk | Darja Kassatkina        | Walentina Iwachnenko Irina Chromatschewa           |
| 15.06.  | Incheon                                                                                                   | Risa Ozaki              | Miyu Katō Kotomi Takahata                          |
| 15.06.  | Ystad | Rebecca Peterson        | Xenia Knoll Cornelia Lister                        |
| 15.06.  | Sumter | Mayo Hibi               | Alexandra Mueller Ashley Weinhold                  |
| 15.06.  | Fargʻona                                                                                                  | Anastassija Komardina   | Sharrmadaa Baluu Tadeja Majerič                    |
| 15.06.  | Přerov | Markéta Vondroušová     | Miriam Kolodziejová Markéta Vondroušová            |
| 15.06.  | Victoria                                                                                                  | Gail Brodsky            | Rosie Johanson Daniella Silva                      |
| 15.06.  | Anning | You Xiaodi              | Gao Xinyu Zhang Ying                               |
| 15.06.  | Scharm El-Scheich                                                                                         | Sara Tomic              | Rishika Sunkara Eva Wacanno                        |
| 15.06.  | Telawi | Katarina Sawazka        | Mariam Bolkwadse Tinatin Kawlaschwili              |
| 15.06.  | Grand Baie                                                                                                | Marie Bouzková          | Marie Bouzková Rosalie van der Hoek                |
| 15.06.  | Manzanillo                                                                                                | Daniela Seguel          | Zoe Gwen Scandalis Renata Zarazúa                  |
| 15.06.  | Alkmaar                                                                                                   | Elyne Boeykens          | Sally Peers Sandra Zaniewska                       |
| 15.06.  | Niš | Milana Špremo           | Ailen Crespo Azconzábal Ana Victoria Gobbi Monllau |
| 15.06.  | Tarsus | Lina Gjorcheska         | Lina Gjorcheska Melis Sezer                        |
| 22.06.  | Périgueux                                                                                                 | Mathilde Johansson      | Gabriela Cé Florencia Molinero                     |
| 22.06.  | Moskau | Irina Chromatschewa     | Irina Chromatschewa Polina Leikina                 |
| 22.06.  | Helsingborg                                                                                               | Sofia Arvidsson         | Pemra Özgen Bernarda Pera                          |
| 22.06.  | Lenzerheide Lenzerheide Open 2015                                                                         | Tereza Martincová       | Yvonne Cavalle-Reimers Karin Kennel                |
| 22.06.  | Baton Rouge                                                                                               | Danielle Lao            | Samantha Crawford Emily J. Harman                  |
| 22.06.  | Breda | Jesika Malečková        | Swjatlana Piraschenka Aljona Sotnykowa             |
| 22.06.  | Anning | Gao Xinyu               | Chen Juahui Xin Yuan                               |
| 22.06.  | Kaohsiung                                                                                                 | Lee Ya-hsuan            | Lee Pei-chi Hirono Watanabe                        |
| 22.06.  | Scharm El-Scheich                                                                                         | Nuria Párrizas Díaz     | Prarthana Thombare Eva Wacanno                     |
| 22.06.  | Telawi | Tamara Zidanšek         | Rebeka Stolmár Szabina Szlavikovics                |
| 22.06.  | Rom | Lisa Sabino             | Martina Di Giuseppe Anna-Giulia Remondina          |
| 22.06.  | Gwangju                                                                                                   | Lee So-ra               | Choi Ji-hee Kim Na-ri                              |
| 22.06.  | Grand Baie                                                                                                | Marie Bouzková          | Ilze Hattingh Madrie Le Roux                       |
| 22.06.  | Manzanillo                                                                                                | Giuliana Olmos          | Camila Fuentes Zoe Gwen Scandalis                  |
| 22.06.  | Cantanhede                                                                                                | Cristiana Ferrando      | Kelly Versteeg Erika Vogelsang                     |
| 22.06.  | Prokuplje                                                                                                 | Alexandra Nancarrow     | Lina Gjorcheska Alexandra Nancarrow                |
| 22.06.  | Balisekir                                                                                                 | Başak Eraydın           | Ayla Aksu Melis Sezer                              |
| 29.06.  | Denain | Paula Badosa Gibert     | Elise Mertens İpek Soylu                           |
| 29.06.  | Stuttgart Internationale Württembergische Damen-Tennis-Meisterschaften um den Stuttgarter Stadtpokal 2015 | Risa Ozaki              | Marija Marfutina Iryna Schymanowitsch              |
| 29.06.  | Toruń | Kristína Kučová         | Ekaterine Gorgodze Sopia Schapatawa                |
| 29.06.  | El Paso                                                                                                   | Jamie Loeb              | Alexa Guarachi Jennifer Brady                      |
| 29.06.  | Zeeland                                                                                                   | Quirine Lemoine         | Lesley Kerkhove Quirine Lemoine                    |
| 29.06.  | Brüssel                                                                                                   | Elyne Boeykens          | Mandy Wagemaker Janneke Wikkerink                  |
| 29.06.  | Scharm El-Scheich                                                                                         | Angelina Schurawljowa   | Luisa Marie Huber Amelie Intert                    |
| 29.06.  | La Possession (Réunion)                                                                                   | Marie Bouzková          | Ilze Hattingh Pauline Payet                        |
| 29.06.  | Telawi | Tamara Zidanšek         | Xenija Scharifowa Liubov Vasilyeva                 |
| 29.06.  | Amarante                                                                                                  | Julia Wachaczyk         | Olga Parres Azcoitia Julija Stamatowa              |
| 29.06.  | Prokuplje                                                                                                 | Alexandra Nancarrow     | Estrella Cabeza Candela Alexandra Nancarrow        |
| 29.06.  | Sakarya                                                                                                   | Başak Eraydın           | Tamara Čurović Ekaterina Yashina                   |